# Publius Aelius Fortunatus
Publius Aelius Fortunatus war ein römischer Maler im 3. Viertel des 2. Jahrhunderts
Fortunatus ist nur durch seine in Rom gefundene Grabinschrift bekannt.

Dis Manibus.
P(ublio) Aelio Aug(usti) lib(erto) Fortunato

pictori et praeposito pictorum

vixit annis L, fecit Aelia Chrysogone

coniugi benemerenti cum quo

vixit annis XXXII sine querella et sibi

et lib(ertis) libertabusque posterisque eor(um).

Danach war ein er kaiserlicher Freigelassener des Hadrian und Maler und Leiter eines Ateliers oder Malervorsteher („pictor et praepositus pictorum“).